# Ördögtérgye
Az ördögtérgye egy gyimesi hímestojás-motívum, a felkelő nap, a megújulás szimbóluma. Az ördögtérgye minta elnevezésének az a magyarázata, hogy olyan kacskaringós, hogy olyat csak az ördög tud csinálni.
Ismert hímzésminta motívum a székely varrottasok mintái között is. A forma, illetve annak különböző változatai Erdélyben, a Kárpát-medencében és a világ különböző tájain élő népeknél, illetve bennszülött törzseknél egymástól függetlenül is megjelentek - ez is bizonyítja kiforrottságát, egyetemességét.